# Kill Van Kull

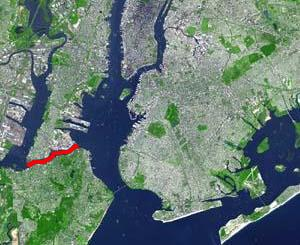
Il Kill Van Kull (in rosso) collega la Newark Bay con Upper New York Bay.

Mappa del porto di New York con la localizzazione del Kill Van Kull.

Il Kill Van Kull è uno stretto di mare tra Staten Island (nello Stato di New York) e Bayonne (nel New Jersey), negli Stati Uniti d'America. 
Ha una lunghezza di circa 4,8 km e una larghezza di circa 305 m e collega la baia di Newark con la Upper New York Bay.
Il faro di Robbins Reef ne delimita il confine orientale, mentre Bergen Point segna il suo limite occidentale. Lo stretto, attraversato dal ponte di Bayonne, è una delle vie d'acqua più trafficate del sistema portuale di New York e del New Jersey.
È stato storicamente uno dei più importanti canali di comunicazione per il commercio della regione, fornendo un passaggio per il traffico marino tra l'Upper New York Bay e le città industriali della parte nordorientale del New Jersey. Durante l'epoca coloniale giocò un ruolo importante nel collegamento tra la città di New York e le tredici colonie meridionali, con i passeggeri che dovevano trasbordare dal traghetto alla diligenza a Elizabethtown, oggi Elizabeth.
Fin dall'ultima parte del XX secolo ha rappresentato per le navi porta container la principale via di accesso al Port Newark-Elizabeth Marine Terminal, la più trafficata struttura portuale della parte orientale degli Stati Uniti. Per permettere il passaggio di navi sempre più grandi, lo stretto richiede un dragaggio continuo e un aumento della profondità. In molte aree il fondo sabbioso è stato asportato fino a raggiungere la roccia sottostante e richiede pertanto l'utilizzo di cariche esplosive per un ulteriore aumento della sua profondità.
Sono in progetto anche lavori di rinnovamento del ponte di Bayonne per permettere il transito di navi porta container sempre più capienti attraverso il Kill Van Kull.